# Stazione di Ponte Galeria
Stazione di Ponte Galeria vasútállomás Olaszországban, Róma településen.

## Vasútvonalak
Az állomást az alábbi vasútvonalak érintik:
- Pisa–Róma-vasútvonal

## Kapcsolódó állomások
A vasútállomáshoz az alábbi állomások vannak a legközelebb:
- Stazione di Muratella (Stazione di Orte, FL1)
- Stazione di Fiera di Roma (Stazione di Fiumicino Aeroporto, FL1)
- Stazione di Maccarese-Fregene